# Communauté de communes du Haut Allier
Die Communauté de communes du Haut Allier (offizielle Schreibweise mit dem Zusatz Margeride) ist ein französischer Gemeindeverband mit der Rechtsform einer Communauté de communes im Département Lozère in der Region Okzitanien. Sie wurde am 7. Dezember 2006 gegründet und umfasst zehn Gemeinden (Stand: 1. Januar 2019). Der Verwaltungssitz befindet sich im Ort Langogne.

## Historische Entwicklung
Mit Wirkung vom 1. Januar 2019 gingen die ehemaligen Gemeinden Chambon-le-Château und Saint-Symphorien in die Commune nouvelle Bel-Air-Val-d’Ance auf. Dadurch verringerte sich die Anzahl der Mitgliedsgemeinden auf zehn.

## Mitgliedsgemeinden
| Gemeinde                              | Einwohner 1. Januar 2022 | Fläche km² | Dichte Einw./km² | Code INSEE | Postleitzahl |
| ------------------------------------- | ------------------------ | ---------- | ---------------- | ---------- | ------------ |
| Auroux                                | 365                      | 35,09      | 10               | 48010      | 48600        |
| Bel-Air-Val-d’Ance                    | 540                      | 41,40      | 13               | 48038      | 48600        |
| Chastanier                            | 78                       | 10,41      | 7                | 48041      | 48300        |
| Cheylard-l’Évêque                     | 64                       | 29,64      | 2                | 48048      | 48300        |
| Langogne                              | 2.860                    | 31,41      | 91               | 48080      | 48300        |
| Luc                                   | 207                      | 46,10      | 4                | 48086      | 48250        |
| Naussac-Fontanes                      | 368                      | 24,76      | 15               | 48105      | 48300        |
| Rocles                                | 242                      | 19,84      | 12               | 48129      | 48300        |
| Saint Bonnet-Laval                    | 258                      | 32,00      | 8                | 48139      | 48600        |
| Saint-Flour-de-Mercoire               | 185                      | 12,17      | 15               | 48150      | 48300        |
| Communauté de communes du Haut Allier | 5.167                    | 282,82     | 18               | –          | –            |